# Базиліка Санта-Марія-дель-Мар
Базиліка Санта Марія дель Мар (ісп. Basílica de Santa María del Mar, "Діва Марія Моря") — церква, що знаходиться в районі Ла Рібера міста Барселона, Іспанія, побудована у 1329-1383 роках під час розвитку мореплавства і торгівлі Князівства Каталонія. Це видатний приклад архітектури у стилі каталонської готики, витриманий у єдиному і чистому стилі, що є дуже незвичним для великих середньовічних будівель.
З 1923 року є малою базилікою.

## Історія
Перша згадка про церкву Діви Марії біля моря з'являється у 998 році. Будівництву сучасної будівлі сприяв Бернат Ллулл, який був призначений Архідияконом Діви Марії в 1324 році. Роботи з будівництва почалися з 25 березня 1329, коли король Альфонсо IV із Арагону (III у Барселоні) заклав його наріжний камінь, як згадується на табличці, що написана латинською та каталонською мовами на тій стороні фасаду, що дивиться на Fossar de les Moreres. Відповідальними за будівництво архітекторами були Беренгуер де Монтагут (проект будівлі) і Рамон Деспуг, під час будівництва були задіяні всі гільдії району Рібера. Стіни, бічні каплички і фасади були завершені до 1350 року. В 1379 сталася пожежа, яка пошкодила важливі частини роботи. Нарешті, 3 листопада 1383 року було закладено останній камінь і 15 серпня 1384 церква вже була освячена.
Під час каталонського землетрусу 1428 року, було декілька жертв і було зруйноване вікно-троянда з західної сторони. Нове вікно-троянда, у стилі полум'янистої готики, було завершене у 1459 а через рік був доданий вітраж. Багато декоративних скарбів, картин і вівтар в стилі бароко було знищено пожежею, яку спричинили антиклерикальні бунти на початку Громадянської війни в Іспанії в 1936. Церква збереглася, навіть після того як пробула у вогні 11 днів поспіль. Каплиця Пресвятого Таїнства, що примикає до апсиди, була прибудована в 19 столітті.

## Пропорції
Як стверджує історик мистецтвознавець Хосеп Бреконс, основною одиницею вимірювання, якою користувалися для проектування церкви Санта Марія дель Мар був середньовічний фут, довжина якого становить 33 сантиметри. Таким чином, бічні каплиці мають глибину в 10 футів, ширина бічних проходів вдвічі більша, а центральний прохід ширший в чотири рази, тобто це становить 40 футів. Таким чином загальна ширина церкви становить 100 середньовічних футів, що також дорівнює найбільшій висоті будівлі.

## Галерея

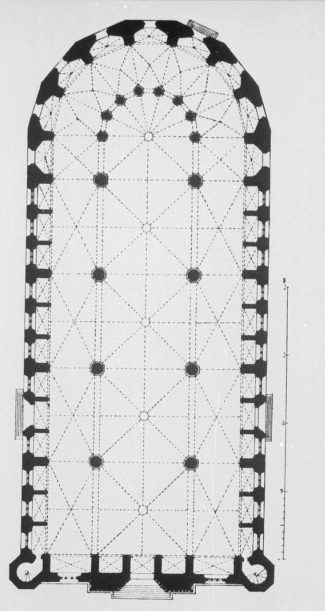
План згори
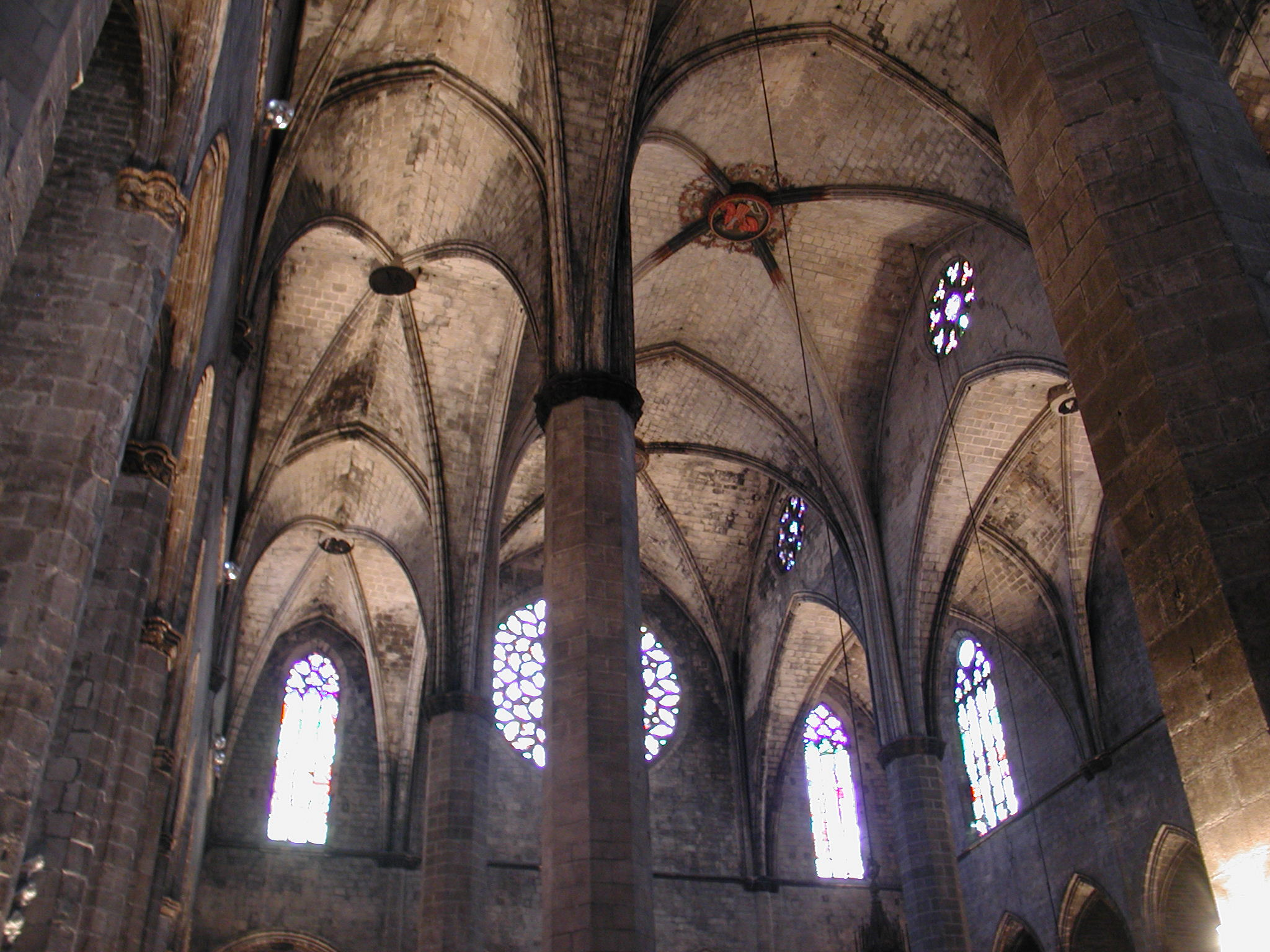
Західна сторона із вікном-трояндою, де видно пропорції трьох проходів
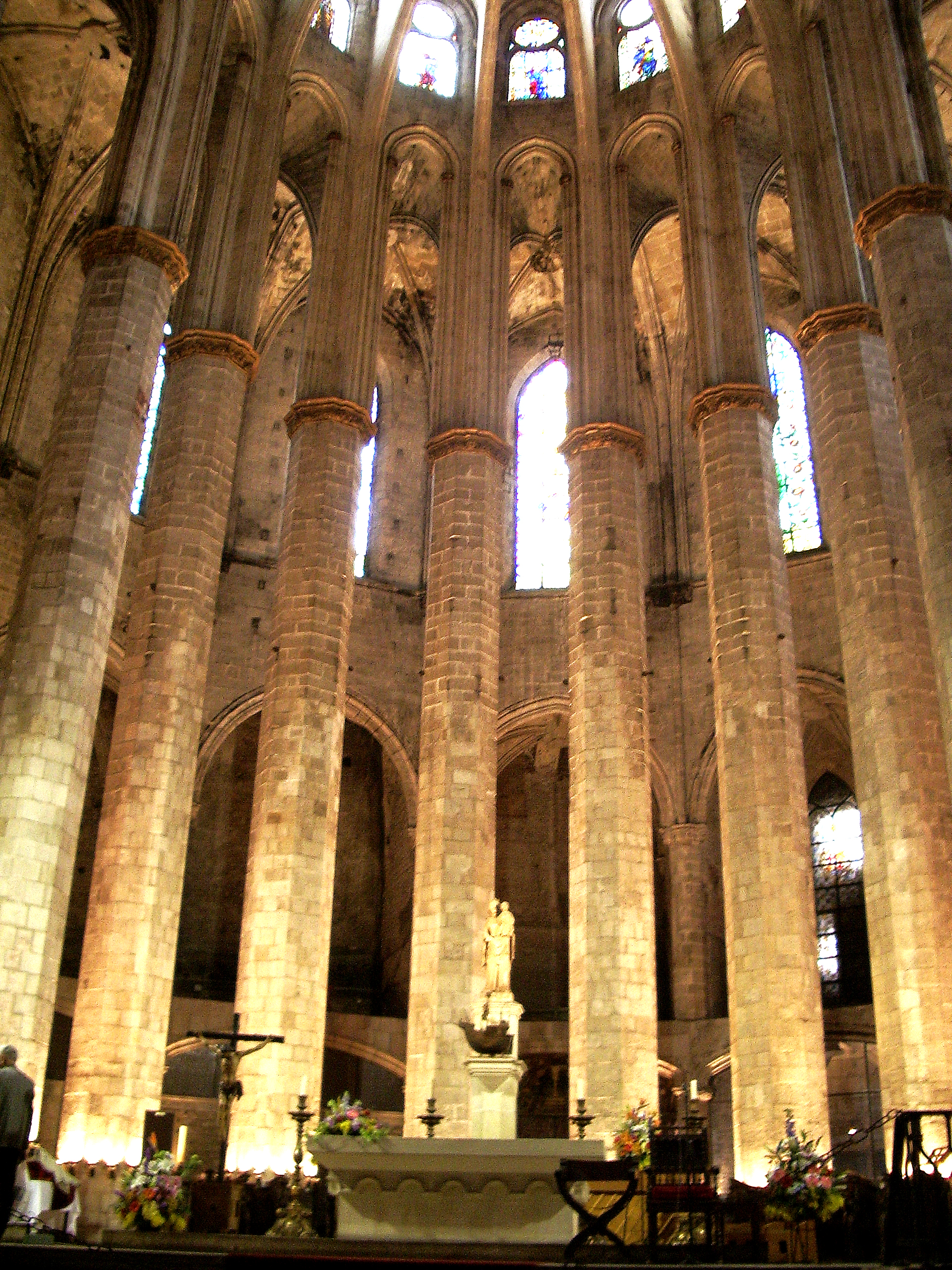
Східний край, відновлений в 1967
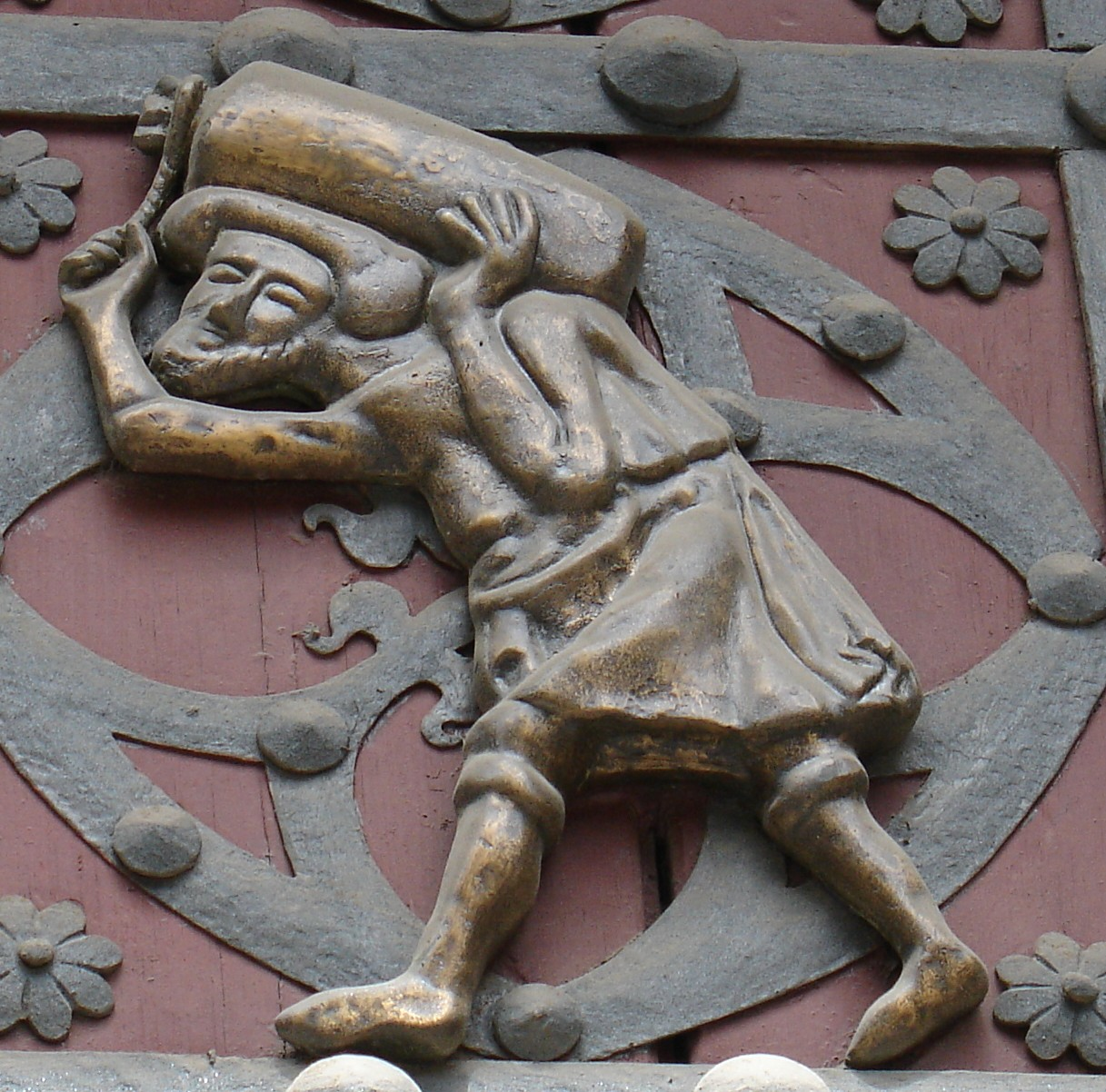
Працівники порту Ла Рібера, які працювали над побудовою церкви, доставляючи каміння, зображені над дверима головного входу у церкву